# سكاي بارك
سكاي بارك هي لاعبة تايكوندو كندية، ولدت في 6 يونيو 1999 في وينيبيغ في كندا.

## وصلات خارجية
- سكاي بارك على موقع TaekwondoData.com (الإنجليزية)
- سكاي بارك على موقع اللجنة الأولمبية الدولية (الإنجليزية)
- سكاي بارك على موقع أوليمبيديا (الإنجليزية)
- سكاي بارك على موقع اللجنة الأولمبية الكندية (الإنجليزية)